# Marquesado de Miravalles
El marquesado de Miravalles es un título nobiliario español creado el 27 de diciembre de 1875 por el rey Alfonso XII de España, y el subsiguiente real despacho de 17 de junio de 1876 del mismo rey a favor de Genaro de Quesada y Matheus, elevado a grande de España por el mismo rey el 28 de abril de 1881.

## Denominación
Su denominación hace referencia al municipio de Miravalles en la provincia de Vizcaya.

## Marqueses de Miravalles
|                          | Titular                                   | Periodo                  |
| Creación por Alfonso XII | Creación por Alfonso XII                  | Creación por Alfonso XII |
| ------------------------ | ----------------------------------------- | ------------------------ |
| I                        | Genaro de Quesada y Matheus               | 1876-1889                |
| II                       | Carlos de Quesada y Gutiérrez de los Ríos | 1889-1892                |
| III                      | Isidra de Quesada y Gutiérrez de los Ríos | 1893-1903                |
| IV                       | Agustín de Carvajal y Quesada             | 1903-1933                |
| V                        | María de la Piedad de Carvajal y Guzmán   | 1933-1989                |
| VI                       | Luis de Parrella y Carvajal               | 1990-2011                |
| VII                      | Luis de Parrella y Ochoa                  | 2011-actual titular      |

## Historia de los marqueses de Miravalles
- Genaro de Quesada y Matheus(m. Madrid, 19 de enero de 1889), I marqués de Miravalles[2] y senador electo y por derecho propio.[3]

Se casó el 2 de octubre de 1850 con Carolina Gutiérrez de los Ríos y Rodríguez de Luna (m. 1882). Le sucedió su hijo:
- Carlos de Quesada y Gutiérrez de los Ríos (1892), II marqués de Miravalles.[2] Sin descendencia, le sucedió su hermana:[2]

- Isidra de Quesada y Gutiérrez de los Ríos (Madrid, 7 de agosto de 1851-16 de mayo de 1941), III marquesa de Miravalles[2] Dama de honor de las reinas María Cristina y Victoria Eugenia, formó parte de la Asamblea Nacional de la dictadura de Miguel Primo de Rivera.[4]

Se casó el 20 de octubre de 1873 con Agustín de Carvajal y Fernández de Córdoba, XX conde de Aguilar de Inestrillas y XV conde de Villalba, con quien tuvo cinco hijos: Agustín, Isabel, Carolina, Luisa y Genaro. En 1903, cedió el título a su hijo:
- Agustín de Carvajal y Quesada (m. 8 de mayo de 1941), IV marqués de Miravalles[2] y XXI conde de Aguilar de Inestrillas.[2]

Se casó el 14 de septiembre de 1908 con María Mercedes de Guzmán y O'Farrill.  En 1933 —convalidado el 21 de febrero de 1958—, cedió el título a su hija:
- María de la Piedad de Carvajal y Guzmán (m. 2 de julio de 1989), V marquesa de Miravalles.[2]

Contrajo matrimonio el 24 de enero de 1933 con Rafael de Parrella y Conde Luque. Le sucedió su hijo:
- Luis de Parrella y Carvajal (m. 4 de febrero de 2011), VI marqués de Miravalles.[2]

Se casó el 25 de mayo de 1962 con María Teresa Ochoa Abril (m. 31 de agosto de 2010).  Le sucedió su hijo:
- Luis de Parrella y Ochoa, VII marqués de Miravalles.[5]